# Дубровка (Костанайская область)
Дубровка (каз. Дубров) — село в Фёдоровском районе Костанайской области Казахстана. Входит в состав Коржинкольского сельского округа. Код КАТО — 396863400.

## История
До 2011 года село входило в состав упразднённого Украинского сельского округа.

## Население
В 1999 году население села составляло 452 человека (234 мужчины и 218 женщин). По данным переписи 2009 года, в селе проживало 118 человек (66 мужчин и 52 женщины). По данным переписи 2021 года, в селе проживало 90 человек (45 мужчин и 45 женщин).